# Lohn für Hausarbeit
Lohn für Hausarbeit (engl.: Wages for Housework Campaign, IWFHC) ist eine
internationale Bewegung der feministischen Graswurzel-Bewegung zur Anerkennung und Bezahlung von Care-Arbeit. Die Kampagne wurde 1972 unter anderem von Frauen wie Mariarosa Dalla Costa, Silvia Federici, und Selma James ins Leben gerufen.
Auf der dritten National Women's Liberation Conference in Manchester, England, fokussierte die IWFHC unbezahlte Hausangestellte (Mütter, Hausfrauen, Hausangestellte, denen der Lohn verweigert wird) sowie unbezahlte Subsistenzbauern und -bäuerinnen und den Arbeitenden auf dem Land und in der Gemeinde. In ihrem Essay argumentiert Silvia Federici, dass die von Frauen im Haushalt geleistete Arbeit eher ein Akt der Liebe als eine lästige Pflicht ist. Sie legt dar, dass der unbezahlte Charakter der Arbeit innerhalb der kapitalistischen Gesellschaft Frauen in finanzieller Abhängigkeit hält.

## Geschichte

### Gründung (1970er Jahre)
Die Kampagne Lohn für Hausarbeit wurde 1972 von den Feministinnen Selma James, Silvia Federici und Mariarosa Dalla Costa gegründet. Lohn für Hausarbeit war eine der sechs Forderungen in Women, the Unions and Work or What Is Not to Be Done, die James auf der dritten National Women's Liberation Conference vorstellte. The Power of Women and the Subversion of the Community, das James gemeinsam mit Mariarosa Dalla Costa verfasste und das die Debatte über Hausarbeit eröffnete und zu einem Klassiker der Frauenbewegung wurde, wurde kurz nach Women, the Unions and Work veröffentlicht. Diese Bewegung entstand aus einer größeren Bewegung in Italien, der so genannten autonomen marxistischen Bewegung, die durch die Kritik an der unbezahlten Arbeit im Haushalt und der unverhohlenen Ausbeutung der Frauen für ihre Arbeit ausgelöst wurde.
Nach der Konferenz in Manchester gründete James mit drei oder vier anderen Frauen das Power of Women Collective in London und Bristol, um eine Kampagne für Lohn für Hausarbeit zu führen. Sie wurde 1975 als Wages for Housework Campaign mit Sitz in London, Bristol, Cambridge und später Manchester neu gegründet.

### 1980er, 1990er Jahre
In den 1980er und 1990er Jahren setzte sich die IWFHC, die eine Reihe von Ländern des Globalen Südens und des Globalen Nordens vertritt, auf den Frauenkonferenzen der Vereinten Nationen für das Thema unbezahlte Arbeit ein. Es gelang ihnen, die Vereinten Nationen dazu zu bringen, Resolutionen zu verabschieden, die die unbezahlte Sorgearbeit von Frauen im Haushalt, auf dem Land und in der Gemeinde anerkennen. Sie wiesen auch auf den Umweltrassismus hin, der sich gegen Communities of Color und einkommensschwache Gemeinschaften im Allgemeinen richtet, und brachten Frauen aus dem globalen Süden und dem globalen Norden zusammen, die Bewegungen gegen die vom Militär und den multinationalen Unternehmen verursachte Umweltverschmutzung und Zerstörung anführten.

### 2000er, 2010er Jahre
2019 schlossen sich das Netzwerk Globaler Frauenstreik (GWS) und die Wages for Housework Campaign einem Zusammenschluss von Organisationen an, die einen Green New Deal für Europa (GNDE) forderten. Selma James, Mitbegründerin der Wages for Housework Campaign, trug (zusammen mit anderen GWS-Mitgliedern) zum GNDE-Plattformbericht bei, der eine politische Empfehlung enthält, ein Betreuungseinkommen zu finanzieren, um unbezahlte Tätigkeiten wie die Betreuung von Menschen, der städtischen Umwelt und der natürlichen Welt zu entschädigen („fund a care income to compensate unpaid activities like care for people, the urban environment, and the natural world“). Die Idee eines „Betreuungseinkommens“ erweitert die ursprüngliche Forderung nach einem Lohn für Hausarbeit auf alle unverzichtbaren, aber unbezahlten (oder unterbezahlten) Arbeiten, die mit der Pflege von Menschen und des Planeten oder der Pflege des Lebens zu tun haben.

### 2020er Jahre
Am 9. April 2020 veröffentlichten die Netzwerke Globaler Frauenstreik und Women of Colour GWS als Reaktion auf die COVID-19-Pandemie und den Klimanotstand einen offenen Brief an die Regierungen, in dem sie ihre Forderung nach einem „Betreuungseinkommen“ bekräftigten.
Im Dezember 2020 erklärte Nadia Oleszczuk vom Consultative Council (Polen) der während der polnischen Frauenstreiks im Oktober/November 2020 gebildet wurde, dass der Rat Löhne für Hausarbeit als eine seiner legislativen Forderungen in Betracht zieht.

## Verhältnis zum Globalen Frauenstreik
IWFHC und der Globale Frauenstreik stellen sich als das gemeinsame Bestreben der seit 1974 gegründeten autonomen Organisationen und ihrer Kampagnen dar.

## Kritik
Kritische Stimmen zeigen auf, dass die Entlohnung von Hausarbeit bestimmte geschlechtsspezifische Rollen in Bezug auf Hausarbeit und Pflegearbeit im Allgemeinen weiter verstärken oder institutionalisieren könnte. Anstatt die Hausarbeit zu entlohnen, so argumentieren sie, sollte das Ziel die Befreiung von ihr und der erniedrigenden und untergeordneten Rolle der „Hausfrau“ sein. Stattdessen sollten sich Feministinnen darauf konzentrieren, die Chancen von Frauen in der bezahlten Arbeitswelt durch Lohngleichheit zu erhöhen und gleichzeitig eine gleichmäßigere Verteilung der unbezahlten Arbeit im Haushalt zu fördern. Die Befürworterinnen von „Lohn für Hausarbeit“ befürworten ebenfalls Chancengleichheit und Lohngerechtigkeit, argumentieren jedoch, dass der Eintritt ins Berufsleben weder die soziale Rolle der Frau im Haushalt ausreichend in Frage stellt noch zu einer gerechteren Verteilung der unbezahlten Betreuungsarbeit führt. Tatsächlich müssen Frauen, die ins Erwerbsleben eingetreten sind, häufig eine „Doppelschicht“ einlegen, d. h. erstens bezahlte Arbeit auf dem Arbeitsmarkt und zweitens unbezahlte Hausarbeit. Einer globalen Schätzung zufolge verbringen Frauen 4,5 Stunden pro Tag mit unbezahlter Arbeit, also im Durchschnitt doppelt so viele Stunden wie Männer.

## Frühe Einflüsse
Eine Reihe früher Feministinnen konzentrierte sich auf die wirtschaftliche Unabhängigkeit der Frauen und die Rolle der Hausfrau im Zusammenhang mit der Unterdrückung der Frauen. Im Jahr 1898 veröffentlichte Charlotte Perkins Gilman Women and Economics. In diesem Buch sprach sie sich 74 Jahre vor der Gründung der Internationalen Kampagne für Lohn für Hausarbeit für bezahlte Hausarbeit aus und plädierte für eine Ausweitung der Definition von Frauen im Haushalt. Sie legte dar, dass Ehefrauen als Verdienerinnen durch häusliche Dienste Anspruch auf den Lohn von Köchinnen, Hausmädchen, Kindermädchen, Näherinnen oder Haushälterinnen haben und dass die wirtschaftliche Unabhängigkeit der Frauen der Schlüssel zu ihrer Befreiung sei. Alva Myrdal, eine schwedische Feministin, konzentrierte sich auf staatlich geförderte Kinderbetreuung und Wohnungen, um die Mütter von der Last der Kindererziehung zu befreien. In Simone de Beauvoirs Das andere Geschlecht beschrieb de Beauvoir, dass Frauen durch unbezahlte Hausarbeit keine Transzendenz finden können. Dieser Gedanke findet sich auch in The Feminine Mystique von Betty Friedan wieder, wenn sie erörtert, dass Frauen sich im Haushalt nicht erfüllt fühlen können. The Feminine Mystique definierte viele feministische Ziele der zweiten Welle, und die Verbindung zwischen der Kampagne Lohn für Hausarbeit.
Im Jahr 1965 veröffentlichte Alison Ravetz „Modern Technology and an Ancient Occupation: Housework in Present-Day Society“, in dem sie die Hausarbeit als weibliche Pflicht nach der industriellen Revolution kritisiert. Der Gedanke dahinter ist, dass die Hausarbeit seither weniger arbeitsintensiv geworden ist und daher noch weniger erfüllend ist als zuvor. Damit wird ein ähnliches Argument von Alva Myrdal aufgegriffen.
Auch von den afroamerikanischen Welfare Mothers wurde die Entlohnung für Hausarbeit in den 1960ern im Zuge der Welfare Movements in den USA diskutiert.